# Vladimir Levašov (historik)
Vladimir Grigorjevič Levašov (13. ledna 1958, Kommunarsk, Luhanská oblast, Ukrajinská SSR) je ukrajinský (ruský) historik fotografie, umění a fotokritik, kurátor současného umění, umělecký ředitel Stella Art Foundation.

## Životopis
Narodil se v roce 1958 v Kommunarsku v Luhanské oblasti. V roce 1981 promoval na katedře historie a teorie umění na Fakultě historie Moskevské státní univerzity.
V letech 1991-1992 byl spolukurátorem Moskevského centra současného umění na Bolšoj Jakimance. Od roku 1991 do roku 1995 působil jako umělecký ředitel "Galerie 1.0". V letech 1993 až 1997 pracoval jako zástupce ředitele Moskevského Sorosova centra pro současné umění.
V roce 1994 byl kurátorem ruského pavilonu na uměleckém bienále v São Paulu a také první velké výstavy mediálního umění v Rusku, NewMediaTopia.
Od roku 2004 působí jako umělecký ředitel Stella Art Foundation (Moskva). Kurátor více než 50 výstav nadace, včetně „Ruina Rossija“ (Scuola dell'arte dei Tiraoro e Battioro, Benátky, paralelní program 52. Benátského bienále, 2007) a „Etot smutnyj objekt iskusstva“ (Kunsthistorisches Museum, Vídeň, 2008; Ca 'Rezzonico, Benátky, paralelní program 53. bienále v Benátkách, 2009).
Vladimir Levašov je členem odborné rady Kandinského ceny.
Autor řady publikací o současném umění a fotografii.

## Knihy Vladimíra Levašova
- Levašov V., Fotověk. Velmi stručná historie fotografie za posledních sto let. Nižnij Novgorod: Kariatida, 2002, 126 s.[4]
- Levašov V., Přednášky o historii fotografie. Nižnij Novgorod: CSI, 2007.
- Levašov V., Přednášky o historii fotografie, 2. vyd. Moskva: Treemedia, 2012. 482 s. ISBN 978-5-903788-16-3.[5]
- Levašov V., Fotověk. Velmi stručná historie fotografie za posledních sto let, 2. vyd. Moskva: Treemedia, 2016. 88 s. ISBN 978-5-903788-43-9.[6]